# Galangină
Galangina este un flavonol natural și face parte din clasa flavonoidelor (polifenoli).

## Răspândire
Galangina se regăsește în concentrații mari în specii precum Alpinia officinarum și Helichrysum aureonitens. Se regăsește și în rizomul de Alpinia galanga și în propolis.